# McLaren MP4-28
A McLaren MP4-28 egy Formula–1-es versenyautó, amit a McLaren tervezett a 2013-as idényre Paddy Lowe-val. A csapat két pilótája a 2009-es világbajnok brit Jenson Button és a Sauber-től Lewis Hamilton helyére érkezett mexikói Sergio Pérez lett. 2013. január 31-én mutatták be a csapat 50. születésnapjával párhuzamosan.
Ebben a szezonban volt utoljára névadó szponzor a Vodafone a csapatnál, de nemcsak emiatt volt a szezon emlékezetes. Ebben az évben indult a csapat több éven keresztül tartó mélyrepülése, mely ekkor még abban nyilvánult meg, hogy egyetlen dobogós helyet sem szereztek (1980 óta először), és az időmérőn se jutottak be soha a legjobb öt közé (1983 óta először).

## Tervezés
Annak ellenére, hogy az MP4-27 megnyerte az utolsó két futamot a 2012-es szezonban, a csapat úgy döntött, hogy széles körben fejlesztik a MP4-28-at. Az oldalsó légáramlás javítása képen a hátsó felfüggesztés geometriáját teljesen átalakították. A Ferrari F2012 által visszahozott tolórudas felfüggesztést az első tengelyen alkalmazták és a beépített keresztlengőkaros rendszert úgy tervezték, hogy kezelje a hátsó abroncsok kopását a hozzáadott dőléssel a hátsó kerekeken, ahogy a sebesség növekszik, és pihentesse a kerekeket, ha az autó lassul. A súlypont áthelyezésével az orr is kicsit magasabbra kerülhetett, a szabályok miatt törvényszerűen keletkező lépcsőzetes orrot pedig egy díszítőelemmel eltakarták, így az hasonló lett az előző évihez. Külsőségeiben nagyon emlékeztetett az MP4-27-esre, de egyébként egy áttervezett konstrukció volt.

## A szezon
A jerezi tesztek biztatóan indultak, úgy tűnt, hogy az autó komoly esélyese lehet a világbajnokságnak. Hamar kiderült azonban, hogy ez csak szimpla illúzió: Jenson Button autóján a felfüggesztés hibásan volt beépítve, a csökkent hasmagasság pedig nagyobb leszorítóerővel járt, így nagyobb tempóval. Huzamosabban viszont lehetetlen volt azt így üzemeltetni, ezért a csapatnak át kellett építenie. Hamar kiderült, hogy ez nem lesz elég: az elrontott teszt miatt a csapatnak fogalma sem volt, hogy működik az autó versenykörülmények között, amelynek meglett a böjtje, az Ausztrál Nagydíjon nyújtott pocsék teljesítmény. Még az is felmerült, hogy visszatérnek az előző modellhez, de ezt elvetették. Abban bíztak, hogy az ausztrál pálya csak kihozta a hibákat, de majd a Maláj Nagydíjon tudnak valamit mutatni. Button egy darabig vezette is a versenyt, azonban fel kellett adnia azt, míg Pérez megfutotta a verseny leggyorsabb körét.
Javulásban a Spanyol Nagydíjra érkező fejlesztésektől bíztak, ám azokkal csak még rosszabb eredményeket értek el. Messze voltak a pontszerzéstől, köridejeik pedig alig voltak jobbak a Marussiánál. Kanadában egyik autójuk sem szerzett pontot, amivel megtörtek egy hatvannégy verseny óta tartó sikerszériát. Ezt a Brit Nagydíjon is megismételték, és az azt követő versenyeken is csak éppen hogy fértek be a pontszerzők közé. Legjobb eredményük Button negyedik helye volt az Brazil Nagydíjon. Teljesítményük mindössze a konstruktőri ötödik helyre volt elég.

## Eredmények
(Táblázat értelmezése)

(Félkövér: pole-pozícióból indult; dőlt: leggyorsabb kört futott) 

| Év   | Csapat                    | Motor                 | Gumi | Versenyzők    | 1   | 2   | 3   | 4   | 5   | 6   | 7   | 8   | 9   | 10  | 11  | 12  | 13  | 14  | 15  | 16  | 17  | 18  | 19  | Pont | Helyezés |
| ---- | ------------------------- | --------------------- | ---- | ------------- | --- | --- | --- | --- | --- | --- | --- | --- | --- | --- | --- | --- | --- | --- | --- | --- | --- | --- | --- | ---- | -------- |
| 2013 | Vodafone McLaren Mercedes | Mercedes-Benz FO 108Z | P    |               | AUS | MAL | CHN | BHR | ESP | MON | CAN | GBR | GER | HUN | BEL | ITA | SIN | KOR | JPN | IND | ABU | USA | BRA | 122  | 5.       |
| 2013 | Vodafone McLaren Mercedes | Mercedes-Benz FO 108Z | P    | Jenson Button | 9   | 17† | 5   | 10  | 8   | 6   | 12  | 13  | 6   | 7   | 6   | 10  | 7   | 8   | 9   | 14  | 12  | 10  | 4   | 122  | 5.       |
| 2013 | Vodafone McLaren Mercedes | Mercedes-Benz FO 108Z | P    | Sergio Pérez  | 11  | 9   | 11  | 6   | 9   | 16† | 11  | 20† | 8   | 9   | 11  | 12  | 8   | 10  | 15  | 5   | 9   | 7   | 6   | 122  | 5.       |

Megjegyzés:
- † – Nem fejezte be a futamot, de rangsorolva lett, mert teljesítette a versenytáv 90%-át.